# Hugo von Hofmannsthal
Hugo von Hofmannsthal (1 de febrer de 1874 – 15 de juliol de 1929) va ser un escriptor austríac, que va conrear la novel·la, la poesia, el drama i l'assaig. És recordat fonamentalment pels seus llibrets per a diverses òperes de Richard Strauss, i per la seva famosa Carta a Lord Chandos (Brief des Lord Chandos), del 1902. Segons va escriure Stefan Zweig a les seves memòries El món d'ahir (1942) ja només els assoliments literaris de Hofmannsthal a la seva joventut van servir per influir a tota la seva generació.

## Vida
Hofmannsthal va nàixer a Viena, fill d'una dama austríaca d'elevada posició i d'un banquer Austro-Italià. El seu besavi, del qual la seua família va heretar el noble títol de "von Hofmannsthal," era un comerciant jueu ennoblit per l'emperador austríac. Va començar a escriure poemes i obres de teatre des de ben menut. Va conèixer el poeta alemany Stefan George als disset anys i va publicar diversos poemes al periòdic d'aquest, Blätter für die Kunst. Va estudiar dret i més tard filologia a Viena, però va decidir consagrar-se a la literatura després de graduar-se l'any 1901. Va formar part del grup avantguardista vienès Jung-Wien, juntament amb Peter Altenberg i Arthur Schnitzler.

Va conèixer el compositor Richard Strauss, i va escriure llibrets per a diverses de les seues òperes, incloent-hi Elektra (1909), Der Rosenkavalier (1911), Ariadne auf Naxos (1912, rev. 1916), Die Frau ohne Schatten (1919), Die Ägyptische Helena (1928), i Arabella (1933).
L'any 1902 Hoffmannsthal va publicar una carta de ficció titulada simplement Ein Brief (Una carta). Havia estat suposadament escrita l'any 1603 per Phillip, Lord Chandos a Francis Bacon. En aquesta carta Chandos afirma que ha deixat d'escriure perquè ha "perdut completament la capacitat de pensar o parlar coherentment sobre res"; havia perdut la confiança en el llenguatge com a mitjà de descriure el món. Aquesta carta reflecteix el creixent desacord amb el llenguatge que caracteritza l'era moderna, i la personalitat dissolvent de Chandos no només és individual, sinó social.
L'any 1912 va adaptar la comèdia moral anglesa del segle xv Everyman com Jedermann, i Jean Sibelius (entre d'altres) en va escriure música incidental. La comèdia esdevingué un títol bàsic del repertori del Festival de Salzburg, que Hofmannsthal havia fundat juntament amb Max Reinhardt l'any 1920. Les seues darreres obres revelen un creixent interès en temes religiosos, particularment referents al catolicisme.
Va morir d'un atac de cor poc després del suïcidi del seu fill Franz a Rodaun, Viena.

## Obres selectes

### Teatre
- Der Tor und der Tod (1891)
- Der Tod des Tizian (1901)
- Elektra (1904)
- Ödipus und die Sphinx (1906)
- Die Frau im Fenster (1909)
- Jedermann (1911), el compositor Joseph Messner li posa música d'escena.[2]
- Die Schwierige (1921)
- Das Salzburger grosse Welttheater (1922)
- Der Trum (1925)

### Llibrets
- Elektra (1909)
- Der Rosenkavalier (1911)
- Ariadne auf Naxos (1912, rev. 1916)
- Die Frau ohne Schatten (1919)
- Die Ägyptische Helena (1928)
- Arabella (1933)

### Relats, novel·lescos
- 1895 – Das Märchen der 672. Nacht
- 1899 – Reitergeschichte
- 1900 – Erlebnis des Marschalls von Bassompierre
- 1902 – Ein Brief (Brief des Lord Chandos). "Carta de Lord Chandos"
- 1907 – Die Wege und die Begegnungen
- 1907–1908 – Die Briefe des Zurückgekehrten
- 1910 – Lucidor.
- 1911 – Das fremde Mädchen
- 1919 – Die Frau ohne Schatten
- 1925 – Reise im nördlichen Afrika

### Novel·la (fragment)
- 1907 - 1927 – Andreas oder Die Vereinigten. Obra inacabada, publicada per primer cop en alemany el 1932. Traducció catalana ("Andreas, o els units") de Clara Formosa publicada per El Gall Editor, Pollença, 2021.

### Assajos i conferències
- 1891 – Zur Physiologie der modernen Liebe
- 1896 – Poesie und Leben
- 1904 – Das Gespräch über Gedichte
- 1907 – Der Dichter und diese Zeit
- 1914 – Appell an die oberen Stände
- 1915 – Krieg und Kultur
- 1915 – Wir Österreicher und Deutschland
- 1916 – Österreich im Spiegel seiner Dichtung
- 1917 – Preuße und Österreicher
- 1917 – Die Idee Europa
- 1922 – Gedichte
- 1922/1927 – Neue Deutsche Beiträge
- 1926 – Früheste Prosastücke
- 1927 – Wert und Ehre deutscher Sprache
- 1927 – Das Schrifttum als geistiger Raum der Nation